# Comuna Coșteiu, Timiș
Coșteiu este o comună în județul Timiș, Banat, România, formată din satele Coșteiu (reședința), Hezeriș, Păru, Țipari și Valea Lungă Română.

## Politică
Comuna Coșteiu este administrată de un primar și un consiliu local compus din 13 consilieri. Primarul, Petru Carebia[*], de la Partidul Social Democrat, este în funcție din 2004. Începând cu alegerile locale din 2024, consiliul local are următoarea componență pe partide politice:
|  | Partid                                 | Consilieri | Componența Consiliului | Componența Consiliului | Componența Consiliului | Componența Consiliului | Componența Consiliului | Componența Consiliului |
|  | -------------------------------------- | ---------- | ---------------------- | ---------------------- | ---------------------- | ---------------------- | ---------------------- | ---------------------- |
|  | Partidul Social Democrat               | 6          |                        |                        |                        |                        |                        |                        |
|  | Uniunea Salvați România                | 3          |                        |                        |                        |                        |                        |                        |
|  | Uniunea Democrată Maghiară din România | 2          |                        |                        |                        |                        |                        |                        |
|  | Partidul Național Liberal              | 2          |                        |                        |                        |                        |                        |                        |

Primarul comunei, Petru Carebia, este membru PNL, deși la alegerile din 2004 era membru PUR. Viceprimarul Iozsef Illes este membru UDMR. Consiliul Local este constituit din 13 membri împărțiți astfel:
|  | Alianța Dreptate și Adevăr (3 PD și 1 PNL) | 4 |  |  |  |  |
|  | Partidul Social Democrat                   | 4 |  |  |  |  |
|  | Partidul Conservator (PUR)                 | 3 |  |  |  |  |
|  | Uniunea Democrată Maghiară din România     | 1 |  |  |  |  |
|  | Forța Democrată (FDR)                      | 1 |  |  |  |  |

## Demografie
Componența etnică a comunei Coșteiu
     Români (77,56%)
     Maghiari (9,8%)
     Romi (5,61%)
     Alte etnii (0,39%)
     Necunoscută (6,63%)
Componența confesională a comunei Coșteiu
     Ortodocși (73,42%)
     Reformați (6,32%)
     Penticostali (4,01%)
     Greco-catolici (2,78%)
     Romano-catolici (2,02%)
     Adventiști (1,83%)
     Baptiști (1,23%)
     Alte religii (1,36%)
     Necunoscută (7,02%)
Conform recensământului efectuat în 2021, populația comunei Coșteiu se ridică la 3.815 locuitori, în creștere față de recensământul anterior din 2011, când fuseseră înregistrați 3.635 de locuitori. Majoritatea locuitorilor sunt români (77,56%), cu minorități de maghiari (9,8%) și romi (5,61%), iar pentru 6,63% nu se cunoaște apartenența etnică. Din punct de vedere confesional, majoritatea locuitorilor sunt ortodocși (73,42%), cu minorități de reformați (6,32%), penticostali (4,01%), greco-catolici (2,78%), romano-catolici (2,02%), adventiști (1,83%) și baptiști (1,23%), iar pentru 7,02% nu se cunoaște apartenența confesională.

## Vezi și
- Biserica de lemn din Hezeriș